# Sabellaria vulgaris
Sabellaria vulgaris är en ringmaskart som beskrevs av Addison Emery Verrill 1873. Sabellaria vulgaris ingår i släktet Sabellaria och familjen Sabellariidae. Inga underarter finns listade i Catalogue of Life.